# Taeniophyllum campanulatum
Taeniophyllum campanulatum är en orkidéart som beskrevs av Cedric Errol Carr. Taeniophyllum campanulatum ingår i släktet Taeniophyllum och familjen orkidéer. Inga underarter finns listade i Catalogue of Life.